# Jevon Balfour
Jevon Balfour (ur. 3 grudnia 1994) – kanadyjski zapaśnik walczący w stylu wolnym. Zajął 24 miejsce na mistrzostwach świata w 2017. Brązowy medalista igrzysk panamerykańskich w 2019 i piąty w 2015. Wicemistrz mistrzostw panamerykańskich w 2015 i 2019. Srebrny medalista igrzysk Wspólnoty Narodów w 2014 i brązowy w 2018. Absolwent Brock University.